# Чарли Шин
Чарли Шин (енгл. Charlie Sheen; Њујорк, 3. септембар 1965) амерички је глумац. Славу је стекао након серије успешних филмова као што су Вод (1986), Вол стрит (1987), Млади револвераши (1988), Главна лига (1989), Усијане главе! (1991) и Три мускетара (1993).
Током 2000-их, Шин је постао препознатљив по својим улогама у телевизијским серијама. Заменио је Мајкл Џеј Фокса у серији Сви градоначелникови људи, која му је донела Златни глобус за најбољег глумца у категорији телевизијских серија, мјузикла или комедије, а након тога је глумио у Два и по мушкарца, која му је донела неколико номинација за Златни глобус и Еми награде. У најскорије време, глумио је у комедији Фокс телевизије Контрола беса, која је своју 100. и завршну епизоду емитовала у 2014. години. 2010. године Шин је постао најплаћенији телевизијски глумац и зарађивао 1,8 милиона долара по епизоди серије Два и по мушкарца.
Шинов приватни живот је доспевао у јавност и штампу, укључујући извештаје о злоупотреби алкохола и психоактивних супстанци и о брачним проблемима, као и наводе о породичном насиљу. Његов уговор за серију Два и по мушкарца био је прекинут од стране телевизијских кућа Си-Би-Ес и Варнер брос у марту 2011. године. Шин је затим отишао на турнеју. 17. новембра 2015, Шин је јавно открио да је ХИВ позитиван, што му је дијагностиковано четири године раније.

## Младост
Карлос Естевез је рођен 3. септембра 1965. године у Њујорку, као најмлађи син глумца Мартин Шина (рођеног као Рамон Антонио Херардо Естевез) и уметнице Џенет Темплтон. Родитељи његових родитеља су били имигранти из Галиције(Шпаније) и Ирске. Његов отац је био побожан римокатолик а његова мајка стриктна хришћанка. Шин има два старија брата, Емилиа и Рамона, и млађу сестру Рене, који су сви такође глумци. Након Мартинове улоге у Бродвејском мјузиклу The Subject Was Roses, породица се преселила у Малибу, Калифорнија. Шиново прво појављивање на филму је било када је имао 9 година у филму његовог оца Погубљење војника Словика из 1974. Шин је похађао средњу школу у Санта Моници, Калифорнија, заједно са Роберт Дауни Јуниором, у којој је био главни бацач бејзбол тима.
У средњој школи је показао занимање за глуму, када је направио аматерски филм Супер 8 са својим братом Емилиом и друговима из школе Роб Лоуом и Шон Пеном. Пар недеља пре матуре, био је избачен из школе због изостанака и лоших оцена. Пошто је одлучио да постане глумац, променио је име у Чарли Шин. Његов отац је узео презиме Шин у част католичког надбискупа и теолога Фултона Џ. Шина, а име Чарли је енглеска варијанта имена Карлос.

## Глумачка каријера

### Филм
Шинова филмска каријера је почела 1984. године улогом у тинејџерској драми о Хладном рату, Црвена зора, у којој су глумили и Патрик Свејзи, К. Томас Хауел, Леа Томпсон и Џенифер Греј. Шин и Грејова су се поново појавили заједно у краткој сцени у филму Слободан дан Фјериса Бјулера (1986). Такође се појавио и у једној епизоди серије Невероватне приче. Своју прву велику улогу Шин је имао у драми о Вијетнамском рату, Вод (1986). 1987, глумио је уз свог оца у Вол стриту. Оба фила је режирао Оливер Стоун. 1988, Стоун је питао Шина да глуми у његовом новом филму Рођен 4. јула (1989), али је на крају ипак узео Том Круза. Шин никад није био обавештен од стране Стоуна, и за то је сазнао тек од свог брата Емилиа. После тога, Шин никад није глумио у филмовима Оливера Стоуна, мада је имао кратко појављивање у филму Новац никад не спава.
1987, Шин је био изабран да глуми Рона у никад објављеном филму Гризли 2: Предатор, наставку нискобуџетног хорор филма Гризли из 1976. 1988, глумио је Хепија Фелча у филму о бејзболу Осморица суспендованих. Такође 1988, појавио се уз свог брата Емилиа у филму Млади револвераши, а потом и 1990, у филму Запослени људи. 1989. године, Шин је заједно са Џоном Фуском, Кристофер Кејном, Лу Дајмонд Филипсом, Емилио Естевезом и Кифер Садерландом одликован наградом Бронзани Ренглер за њихов рад на филму Млади Револвераши.
1990. глумио је заједно са оцем у филму Ритам, где је играо бунтовног затвореника у војном притвору, и са Клинт Иствудом у полицијском филму Новајлија. Филмови су били режирани редом од стране Мартина Шина и Иствуда. 1992. године, учествовао је у филму Изван закона уз Линду Фјорентино и Мајкл Мадсена. 1994. Шин је награђен звездом на Холивудском булевару славних. 1997. Шин је написао свој први филм, Истражујући Марс, документарац о вечном питању има ли живота на Марсу?. Наредне године, Шин је написао, продуцирао и глумио у акционом филму Закон злочина.
Шин се појављивао и у комедијама, укључујући филмове Главна лига, Мирис лове и у сатири Усијане главе. 1999, играо је самог себе у филму Бити Џон Малкович. Такође се појавио и у трећем, четвртом и петом наставку Мрак филма.
Шин је такође позајмљивао глас у анимираним филмовима, као Чарли у Сви пси иду у рај 2 (где је заменио Берт Рејнолдса), и као Декс Догтектив у анимираној комедији Рат храном продукцијске куће Лајонсгејт.
2012. глумио је уз Џејсон Шварцмана и Бил Марија и надреалној комедији Романа Кополе, Осврт на ум Чарлса Свона Трећег.
За улогу у филму Мачета убија из 2013, у ком је Шин играо председника Сједињених Америчких Држава, био је кредитован као Карлос Естевез. То је био јединствен случај, а урађено је зато што је цео филм имао латино тему, а идеја је била његова. 
Шинов наредни пројекат ће бити филм 9/11 (2016), адаптација представе 9/11 Патрика Карсона. Поред њега, у филму ће глумити и Вупи Голдберг, Џина Гершон, Луис Гузман, Вуд Харис, Жаклин Бисет и Брус Дејвисон.

### Телевизија
2000. године, Шин је дебитовао на малим екранима када је заменио Мајкл Џеј Фокса у последње две сезоне ситкома Сви градоначелникови људи (у којој је такође глумио глумац из Фјериса Бјулера, Алан Рак као Стјуарт Бондек). За његов рад у Сви градоначелникови људи, Шин је био номинован за две АЛМА награде и освојио свој први Златни глобус за најбољег глумца у категорији телевизијских серија, мјузикла или комедије. Серија се завршила 2002. године.
2003, Шин је одабран за улогу Чарлија Харпера у Си-Би-Ес ситкому Два и по мушкарца, која је емитована након популарне серије Сви воле Рејмонда понедељком увече. Шинова улога у серији је била заснована на његовом имиџу лошег момка. Ова улога му је донела номинацију за АЛМА награду, три номинације за Еми награду и две за Златни глобус. Током осме и његове последње сезоне серије, Шин је зарађивао 1,8 милиона долара по епизоди.

#### Отпуштање из Ворнер Броса
Продукција Два и по мушкарца је обустављена у јануару 2011. године док је Шин био на одвикавању од опијата у својој кући, а то је био његов трећи покушај рехабилитације у 12 месеци. Наредног месеца, Си-Би-Ес је отказао последње четири епизоде сезоне након што је Шин јавно понижавао и коментарисао аутора серије Чак Лора, а Ворнер Брос. је забранио Шину прилазак на сет. Шин, као најплаћенији глумац на телевизији, тада је јавно захтевао повишицу од 50%, тврдећи да у поређењу са тим колико је серија зарађивала он био мало плаћен.
Си-Би-Ес и Ворнер Брос. су прекинули Шинов уговор 7. марта 2011. и заменили га Ештон Кучером. Након отпуштања, Шин је наставио да критикује Чака Лора, и поднео тужбу против њега и Ворнер Брос. компаније која је окончана 26. септембра исте године. Истог месеца док је уручивао награду на Телевизијским Еми награда, обратио се екипи серије Два и по мушкарца речима: Из свег срца, желим вам све најбоље у наредној сезони. Провели смо осам дивних година заједно и знам да ћете наставити да снимате добар програм. 2012, Шин се вратио на телевизију у серији Контрола беса, заснованој на истоименом филму.

#### Нервни слом
У времену разрешења из серије, Шин је имао јавни нервни слом који је емитован на телевизији и интернету. Имао је бизарне изјаве у телевизијским интервјуима говорећи да је вештац и да има тигрову крв и ДНК Адониса, и да је побеђивао. Такође је и поставио видео снимак на Јутјуб на коме је пушио цигару на нос и псовао бивше газде. Једном новинару је на ТВ-у рекао Уморан сам од претварања да нисам посебан. Уморан сам од претварања да нисам моћна рок звезда са Марса.

### Друго
Дана 19. септембра 2011, Шин је исмејан на Комеди сентрал каналу. То је гледало 6,4 милиона људи, што је био најгледанији програм на том каналу до данас.

## Остали подухвати
2006, Шин је лансирао линију одеће за децу названу Шин Кидз. 2011, поставио је Гинисов светски рекорд на Твитеру за Најбрже достизање милион пратилаца (а просечно га запрати 129 000 нових људи дневно) и Гинисов рекод за Најплаћенијег телевизијског глумца по епизоди са 1,25 милиона док је глумио у Два и по мушкарца. 10. марта 2011. године, Шин је најавио националну турнеју названу Мој силовит торпедо истине/Пораз није опција, која је започела у Детроиту 2. априла. Турнеја је распродата за 18 минута. Међутим, 1. априла 2011. Слободна штампа Детроита је објавила чланак у коме је писало да је 30. марта било 1000 карата које су се могле наћи код тапкароша, од који су неке коштале за 15% мање него званичне карте. Хафингтон пост је објавио да је било очекивао да Шин заради милион у 2011. од уговора са Твитером и 7 милиона од турнеје по Северној Америци. Многи од посетилаца његовог наступа у Детроиту 2. априла су били разочарани, мада је каснији наступ у Чикагу, који је био мало измењен, добио добре оцене.
Шин је најављен као заштитно лице и партнер НикоШина, електронских цигарета за једнократну употребу и сличих производа.

## Приватни живот

### Породица и љубавне везе
Шин је био ожењен три пута. Има петоро деце и једно унуче.
Његова најстарија ћерка, Касандра Џејд Естевез је рођена 12. децембра 1984. године, у браку са средњошколском девојком, Полом Профит, познатом и као Пола Сприт. Касандра је родила ћерку Луну у јулу 2013, која је Шиново једино унуче.
У јануару 1990, Шин је случајно упуцао своју вереницу Кели Престон, у руку. Она је, убрзо потом, раскинула веридбу. Током 90-тих, Шин се забављао са многобројним порно глумицама, укључујући и Џинџер Лин и Хедер Хантер.
Дана 3. септембра 1995, Шин се оженио својом првом женом, Доном Пил. Те исте године, Шин је именован као један од клијената агенције за пословну пратњу коју је водила Хајди Флајс. Шин и Пилова су се развели 1996.
Шин је упознао глумицу Дениз Ричардс на снимању филма Поверљиво 2000. године. Међутим, почели су да се забављају тек у октобру 2001, када је Ричардсова имала гостујућу улогу у Шиновој серији Сви градоначелникови људи. Верили су се 26. децембра 2001, а венчали 15. јуна 2002, на имању творца серије Герија Дејвида Голдберга. Имају две ћерке, Сем Џ. Шин (рођену 9. марта 2004) и Лолу Роуз Шин (рођену 1. јуна 2005). У марту 2005, Ричардсова је поднела захтев за развод, оптужујући Шина за злоупотребу алкохола и дрога и претње насиљем. Развод је окончан у новембру 2006. године, а претходио му је спор о старатељству над ћеркама.
Дана 30. маја 2008, Шин се оженио по трећи пут са Брук Мјулер. Имају два сина, близанце Боба и Макса (рођени 15. марта 2009). У новембру 2010, Шин је поднео захтев за развод. 1. марта 2011, полиција је одвела Боба и Макса из Шинове куће. Шин је у НБС емисији Данац изјавио Био сам врло прибран и фокусиран Судећи по Пипл магазину, социјална служба је одвела децу након што је Мјулерова поднела забрану приласка против Шина. У документу је написано Веома се бринем да је (Шин) тренутно луд. Упитан да ли ће се борити за децу, Шин је послао текстуалну поруку магазину Рођен спреман. Побеђујем. Шинов и Мјулерин развод је окончан 2. маја 2011.
Дана 1. марта 2011. године Шин је истовремено живео са порнографском глумицом Бри Олсо и манекенком и графичким дизајнером Натали Кенли, којима је дао надимак богиње. Олсонова је напустила Шина у априлу 2011, а Кенлијева у јуну 2011. Приликом интервјуа у јануару 2013. у емисији Вече са Пирс Морганом, Шин је изјавио да је у вези са глумицом филмова за одрасле, Џорџијом Џоунс.
Шин се у фебруару 2014. године верио са бившом глумицом филмова за одрасле Брет Рос, која је почела да користи своје крштено име – Скотин Рос. Иако је венчање било планирано за новембар 2014, они су раскинули веридбу у октобру са објавом да су се споразумно разишли. Шин је изјавио Одлучио сам да моја деца заслужују моју пажњу више него ова веза тренутно. И даље имам огромну склоност ка Скоти и желим јој све најбоље. Месец дана касније, Росијева је хоспитализована због предозирања лековима.

### Злоупотреба опијата, правни проблеми и здравље
Дана20. маја 1998, Шин је претрпео мождани удар услед предозирања кокаином и тада је хоспитализован. Нађен је у својој кући на мору од стране пријатеља, након чега му је хитна помоћ пружила спасоносну прву помоћ и одвезла га у болницу Лас Роблес, где су му испумпали стомак. Након тога, Шин се пријавио у клинику за одвикавање, али је докторима у року од неколико сати рекао да не планира ту да остане. Шерифи су касније натерали Шина да се врати у клинику одакле је он побегао након неколико сати. 11. августа 1998, Шину, који је већ био на условној казни у Калифорнији због претходних проблема са дрогом, је продужена условна за једну годину и он се онда пријавио у клинику. У интервјуу из 2004, Шин је признао да је предозирање било изазвано инјекцијом кокаина.
Дана 25. децембра 2009, Шин је ухапшен због напада на своју тадашњу жену Брук Мјулер у Аспену, Колорадо. Пуштен је истог дана уз кауцију од 8,500 долара. Шин је оптужен за кривично дело претње као и нападом трећег степена и криминалног понашања. 2. августа 2010, Шин, ког је заступао Јејл Галантер, се изјаснио кривим за прекршајни напад, што је био део споразума о признању кривице, који је укључивао одбацивање осталих оптужби против њега. Шин је осуђен на 30 дана одвикавања на клиници, 30 дана условне казне и 36 сати терапије контроле беса.
Дана 26. октобра 2010, полиција је извела Шин из његовог апартмана у Плаза хотелу након што је наводно направио штету вредну 7.000 долара. Судећи по полицији Њујорка, Шин је признао да је пио и узимао кокаин у ноћи тог инцидента. Пуштен је на болничко лечење.
Дана 17. новембра 2015, Шин је у јавности признао да је ХИВ позитиван, што му је дијагностиковано четири године раније. У интервјуу је рекао да је ХИВ три слова која се тешко упијају. Своје стање држи под контролом троструким коктелом антиретровиралних лекова, а рекао је да је немогуће да је заразио неког од својих партнера. Шин је изјавио да је од 2011. године платио уцењивачу око 10 милиона долара да чува тајну о његовој болести. Један извор открива да је Шин имао преко 200 сексуалних партнера након што је сазнао да има ХИВ. Шин је изјавио да је био отворен према свим бившим партнерима о свом ХИВ позитивном стању.
У епизоди Др. Оз шоуа која је снимљена крајем 2015, а емитована 12. јануара 2016, Шин је изјавио Нисам на лековима већ око недељу дана, након што је примио алтернативну терапију у Мексику од стране Сема Чачоуа, који тврди да има ефективну вакцину против ХИВ-а. Судећи по Шиновом менаџеру, након што је ова епизода снимљена он је наставио да узима лекове.
У априлу 2016, Шин је смањио месечно издржавање деце које је морао да плаћа својим двема бившим женама, Брук и Дениз, са 55.000 на 10.000 долара, након што су оне захтевале да плаћа више него што је до тада плаћао. Истог месеца, било је објављено да је Шин под истрагом Лос Анђелеске полиције због претњи смрћу бишој жени Скотин Рос.

## Политички ставови и активности

### Хуманитарни рад
Шин је 2004. године био портпарол за Lee National Denim Day организацију која се бави скупљањем новца за оболеле од рака дојке, када је скупљено више од милион долара за истраживање и едукацију људи о овој болести. Шин је изјавио да је имао пријатељицу која је умрла због рака дојке, и да жели да помогне да се нађе лек за ову болест.
Као великом донору и присталици организације Aid for AIDS још од 2006, Шину је додељена награда АФА Анђео, која је додељена само неколико пута, на непрофитном пријему 2009. године. Поред своје финансијске подршке, добровољно се пријавио да годинама буде славни судија на њиховом годишњем такмичењу Најбољи трансвестит, која сакупи око четврт милиона долара сваке године у Лос Анђелесу за помоћ људима са АИДС-ом. Наговорио је и друге познате да подрже овај догађај, укључујући и свог оца Мартин Шина. Шинова заинтересованост за АИДС је први пут забележена 1987, када је подржао Рајан Вајта, тинејџера из Индијане који је постао национални портпарол за подизање свести од АИДС-у након што је и сам постао заражен трансфузијом крвљу, која му је дата јер болује од хемофилије.
Дана 27. марта 2008, Шин и Џена Елфман су заједно водили програм добротворног догађаја сајентолошке цркве. Шин је, по један долар од сваке купљене карте на његовој Мој силовит торпедо истине/Пораз није опција турнеји из 2011. године, донирао Црвеном крсту Јапана након земљотреса.
Дана 16. јула 2012, Шин је најавио да ће донирати најмање милион долара УСО-у, што би била највећа донација икада дата тој организацији која се бави подизањем морала америчких војника.
Шин, који је цео живот навијач Синсинати Редса, изјавио је у августу 2012, да ће донирати 50.000 долара фонду овог тима, који подржава многе добротворне организације. Донацију је дао након што је тим претходно сакупио 50.000 долара у покушају да натерају радио-емитера Мартија Бренама да обрије главу на сред терена за бејзбол након што су Редси победили. Када је Бренам обријао главу, Шин се понудио да донира исту суму као она која је била прикупљена.

### Напад 11. септембра
Шин је постао истакнути заговорник Покрета о истини о 9/11. 8. септембра 2009. године, он је апеловао на председника Барака Обаму да успостави нову истрагу о нападу. Пошто је у јавности представио своје ставове о нападу као транскрипт фиктивног сусрета са Обамом, он је окарактерисан од стране медија као да верује да је Комисија 9/11 заташкавала податке о нападу и да је могуће да је администрација бившег председника Џорџ В. Буша била одговорна за нападе.

### Вакцинација
Шин је жестоки противник вакцинације. Након развода од Дениз Ричардс, послао је правно обавештење лекарима својих ћерки наводећи да не даје свој пристанак њиховој вакцинацији. Спор око вакцина је можда играо важну улогу у пропасти њиховог брака. Ричардсова је у интервјуу из 2008. изјавила Када сам вакцинисала Сем, оптужио ме је да сам је отровала. И када је то рекао, знала сам да брак неће функционисати.

## Улоге

### Филмови
| Улоге Чарлија Шина |                                 |               |                                          |                                                 |
| Година             | Српски назив                    | Изворни назив | Улога                                    | Напомена                                        |
| 1984.              | Црвена зора                     |               | Мет Екарт (енгл. Matt Eckert)                       |                                                 |
| 1984.              | Тишина у срцу                   |               | Кен Круз (енгл. Ken Cruze)                        |                                                 |
| 1985.              | Четврти мудрац                  |               | Капетан (Херодови војници) (енгл. Captain (Herod's soldiers))      |                                                 |
| 1985.              | Из таме                         |               |                                          | камео улога (дечко са пеном за бријање на лицу) |
| 1985.              | Момци из комшилука              |               | Bo Ричардс (енгл. Bo Richards)                      |                                                 |
| 1986.              | Живот у дану                    |               |                                          |                                                 |
| 1986.              | Лукас                           |               | Капи (енгл. Cappie)                            |                                                 |
| 1986.              | Слободан дан Фериса Бјулера     |               | младић у полицијској станици             | камео улога                                     |
| 1986.              | Утвара                          |               | Џејк Кеси (енгл. Jake Kesey/The Wraith)                       |                                                 |
| 1986.              | Вод смрти                       |               | редов Крис Тејлор (енгл. )               |                                                 |
| 1986.              | Мудрост                         |               | Сити Бургер менаџер                      | камео улога                                     |
| 1987.              | Гризли 2: Предатор              |               | Ron (енгл. Ron)                             |                                                 |
| 1987.              | Авантура за троје               |               | Пол (енгл. Paul)                             |                                                 |
| 1987.              | Ничија земља                    |               | Тед Верик (енгл. Ted Varrick)                       |                                                 |
| 1987.              | Вол Стрит                       |               | Бад Фокс (енгл. Bud Fox)                        |                                                 |
| 1988.              | Млади револвераши               |               | Ричард 'Дик' Бруер (енгл. Richard 'Dick' Brewer)              |                                                 |
| 1988.              | Осморица суспендованих          |               | Оскар 'Хеп' Фелш (енгл. Oscar "Hap" Felsch)                |                                                 |
| 1989.              | Цомицитис                       |               |                                          |                                                 |
| 1989.              | Прича о две сестре              |               | Вертелер (енгл. Verteller)                        |                                                 |
| 1989.              | Главна лига                     |               | Рик Вогн (енгл. )                        |                                                 |
| 1990.              | На мети мафије                  |               | Боб (енгл. Bob)                             | камео улога                                     |
| 1990.              | Ритам                           |               | разводник Френклин Ферчајлд Бин (енгл. Pfc. Franklin Fairchild Bean) |                                                 |
| 1990.              | Планина храбрости               |               | Питер (енгл. Peter)                           |                                                 |
| 1990.              | Окорели специјалци              |               | поручник Дејл Хокинс (енгл. Lt. (j.g.) Dale Hawkins)            |                                                 |
| 1990.              | Запослени људи                  |               | Карл Тејлор (енгл. )                     |                                                 |
| 1990.              | Новајлија                       |               | Дејвид Акермен (енгл. David Ackerman)                  |                                                 |
| 1991.              | Усијане главе!                  |               | поручник Шон 'Топер' Харли Lt. (енгл. Sean 'Topper' Harley)  |                                                 |
| 1992.              | Закон злочина                   |               | Данијел 'Ден' Саксон (енгл. )            |                                                 |
| 1993.              | Смртоносна превара              |               | Морген 'Фетс' Грип (енгл. Morgan "Fats" Gripp)              |                                                 |
| 1993.              | Бесмртно оружје                 |               | дечко задужен за паркирање кола          | камео улога                                     |
| 1993.              | Усијане главе! 2                |               | поручник Шон 'Топер' Харли (енгл. Lt. Sean 'Topper' Harley)      |                                                 |
| 1993.              | Три мускетара                   |               | Арамис                                   |                                                 |
| 1994.              | Поправљање сенке                |               | Данијел Саксон (енгл. )                  |                                                 |
| 1994.              | Потера без милости              |               | Џексон Дејвис Хемонд (енгл. Jackson Davis Hammond)            |                                                 |
| 1994.              | Главна лига 2                   |               | Рик Вогн (енгл. )                        |                                                 |
| 1994.              | Слободан пад                    |               | Ричард 'Дич' Броди (енгл. Richard 'Ditch' Brodie)              |                                                 |
| 1996.              | Кадар по кадар                  |               |                                          |                                                 |
| 1996.              | Лаке жене                       |               | бартендер (енгл. Barbie Loving Bartender)                       | камео улога                                     |
| 1996.              | Сви пси иду у рај 2             |               | Чарлс Б. 'Чарли' Баркин (енгл. Charles B. 'Charlie' Barkin)         | глас                                            |
| 1996.              | Они долазе                      |               | Зејн Замински (енгл. Zane Zaminski)                   |                                                 |
| 1997.              | Лош дан у блоку                 |               | Лајл Вајлдер (енгл. Lyle Wilder)                    |                                                 |
| 1997.              | Завера сенки                    |               | Боби Бишоп (енгл. Bobby Bishop)                      |                                                 |
| 1997.              | Мирис лове                      |               | Џејмс Расел (енгл. James Russell)                     |                                                 |
| 1998.              | Постмортем                      |               | Џејмс Макгрегор (енгл. James McGregor)                 |                                                 |
| 1998.              | Писмо из рова смрти             |               | полицајац #1                             | камео улога                                     |
| 1998.              | Лова до крова                   |               | Бад Дајрсон (енгл. Bud Dyerson)                     |                                                 |
| 1998.              | Недолично понашање              |               | Џејкоб 'Џејк' Петерсон (енгл. Jacob 'Jake' Peterson)          |                                                 |
| 1999.              | Пет асова                       |               | Крис Мартин (енгл. Chris Martin)                     |                                                 |
| 1999.              | Бити Џон Малкович               |               | Чарли (енгл. Charlie)                           |                                                 |
| 2000.              | Забрањено                       |               | Арти Мичел (енгл. Artie Mitchell)                      |                                                 |
| 2001.              | Поверљиво                       |               | Рајан Едвард Тарнер (енгл. Ryan Edward Turner)             |                                                 |
| 2003.              | У дубину                        |               | Чак Трејнор (енгл. Chuck Traynor)                     |                                                 |
| 2003.              | Мрак филм 3                     |               | Том Логан (енгл. )                       |                                                 |
| 2004.              | Талас преваре                   |               | Боб Роџерс млађи (енгл. Bob Rogers, Jr.)                |                                                 |
| 2006.              | Мрак филм 4                     |               | Том Логан (енгл. )                       | камео улога                                     |
| 2007.              | Рат храном                      |               | Декс Догтектив (енгл. Dex Dogtective)                  | глас                                            |
| 2010.              | Вол стрит: Новац никад не спава |               | Бад Фокс                                 | камео улога                                     |
| 2010.              | Кад водењак пукне               |               | Чарли Харпер                             | камео улога                                     |
| 2013.              | Мрак филм 5                     |               | Самог себе                               |                                                 |
| 2013.              | Мачета убија                    |               | Председник Раткок                        |                                                 |
| 2017.              | Луде Породице                   |               | Чарли                                    |                                                 |
| 2017.              | 9/11                            |               | Џефри Кејџ                               |                                                 |

### Серије
| Улоге Чарлија Шина |                              |               |                       |          |
| Година             | Српски назив                 | Изворни назив | Улога                 | Напомена |
| 1986.              | Невероватне приче            |               | Кејси (енгл. Casey)        |          |
| 1996.              | Пријатељи                    |               | Рајан (енгл. Ryan)        |          |
| 1999.              | Шугар Хил                    |               | Мат (енгл. Matt))          |          |
| 2000—2002.         | Сви градоначелникови људи    |               | Чарли Крафорд енгл. Charlie Crawford  |          |
| 2003—2011.         | Два и по мушкарца            |               | Чарли Харпер (енгл. Charlie Harper) |          |
| 2006.              | Генералка                    |               | Самог себе            |          |
| 2008.              | Штребери                     |               | Самог себе            |          |
| 2009.              | Слободан дан Фјериса Бјулера |               | (емисија)             |          |
| 2009.              | Вече са Лопезом              |               | (емисија)             |          |
| 2010.              | Породични човек              |               | Самог себе            |          |
| 2011.              | Импровизације Дру Керија     |               | Самог себе            |          |
| 2011.              | Исмевање Комеди Сентрал      |               | (емисија)             |          |
| 2012—2014.         | Контрола беса                |               | Чарли Гудсон енгл. Charlie Goodson   |          |